# Ophiochondrus stelliger
Ophiochondrus stelliger är en ormstjärneart som beskrevs av George Richard Lyman 1879. Ophiochondrus stelliger ingår i släktet Ophiochondrus och familjen Hemieuryalidae. Inga underarter finns listade i Catalogue of Life.